# 阿德里安·讷斯塔塞

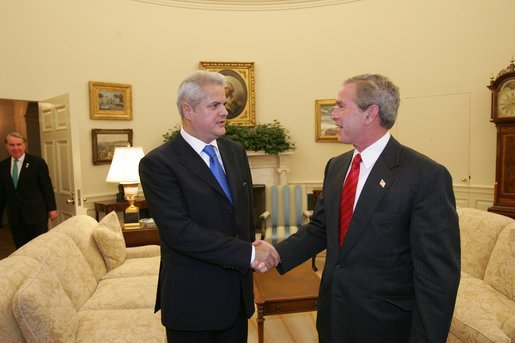
讷斯塔塞和乔治·布什.

阿德里安·讷斯塔塞（羅馬尼亞語：Adrian Năstase，發音：[adriˈan nəsˈtase]；1950年6月22日—），罗马尼亚政治人物，从2000年12月-2004年12月担任罗马尼亚总理。

## 生平
讷斯塔塞出生在布加勒斯特，他的父亲马里安·讷斯塔塞（Marian Năstase）是罗马尼亚王国军队军官，他的母亲名叫埃琳娜，他有一个妹妹丹娜（Dana Barb）。讷斯塔塞在尼古拉-伯尔切斯库高中（Nicolae Bălcescu High School，现在称圣萨瓦国立学院Saint Sava National College）完成学业，然后进入布加勒斯特大学，学习法律和社会学，1973年毕业。他作为一个教授和法官，1973至1990年在罗马尼亚科学院法律研究所工作，曾任罗马尼亚国际法和国际关系协会副会长。
1990年6月9日，讷斯塔塞首次当选为众议院救国阵线议员，并在彼得·罗曼和特奥多尔·斯托洛然政府担任外交部长（1990年6月28日－1992年10月16日）。
1992年，他再次当选众议院民主救国阵线（FDSN）议员，并担任众议院议长。1993年－1997年他担任罗马尼亚社会民主党前身社会民主主义党（PDSR）执行主席。1996年的选举中社会民主主义党失利，讷斯塔塞成为反对党领袖。
2000年的议会选举中社会民主主义党获得胜利，讷斯塔塞当选社会民主主义党主席，6月社会民主主义党与社会民主党合并为社会民主党（PSD），讷斯塔塞任主席（到2005年4月）。12月28日总统伊利埃斯库任命讷斯塔塞出任政府总理。他的四年总理的特点是罗马尼亚前所未有的政治稳定，经济持续增长，外国政策强烈偏向西方，罗马尼亚加入北约，支持北约在巴尔干半岛、阿富汗和伊拉克的战争。他的政府完成了与欧洲联盟（欧盟）的入盟谈判，积极地通过立法和实施一系列需要加入欧盟的改革。他的政府通过谈判成功取消前往欧盟的签证限制。
2004年作为社会民主党（PSD）总统候选人参加总统选举，但是在第二轮选举中只得到48.77%的选票总数，被右翼党派正义和真理（DA）特拉扬·伯塞斯库击败，12月21日宣布辞去总理职务，转任众议院议长，2006年3月15日由于腐败指控而辞去众议院议长和社会民主党执行主席职务。
2012年1月30日因非法筹集和滥用竞选资金案，讷斯塔塞被罗最高法院判处两年监禁，但讷斯塔塞声称受到政治对手特拉扬·伯塞斯库的陷害，并表示，如有必要，他将把他的案件提交到欧洲人权法院审理。6月20日在最高法院宣布对其判处两年监禁终审裁决数小时之后，62岁的讷斯塔塞深夜在其住宅开枪自杀，击中自己的喉咙，被送往医院抢救。在接受六天治疗后，他搬到Rahova监狱，然后因糖尿病和心脏病原因转移到Jilava监狱。
1985年7月31日讷斯塔塞和丹娜·米库列斯库（Dana Miculescu）结婚，他们有两个儿子：安德烈（Andrei，生于1986年2月12日）和米赫内娅（Mihnea，生于1993年6月23日）。

## 出版物
讷斯塔塞发表了超过150件的作品在罗马尼亚国际法律和外国期刊上，并在国际会议上有140次演讲;出版物包括:
- Human Rights: a Retrograde Concept
- The Political Idea of Change
- International Economic Law II
- Parliamentary Humor
- Romania and the New World Order
- The Construction of Europe and Constitutional Supremacy
- Romania's Treaties (1990–1997)
- Personal Rights of the National Minorities
- Regulations in International Law
- The Battle for Life
- Romania-NATO 2002
- NATO Enlargement.